# Zombie King and the Legion of Doom
Zombie King and the Legion of Doom, també conegut com a Enter... Zombie King i Zombie Pool Party, és una pel·lícula de lluita i comèdia de terror canadenca del 2003 dirigida per Stacey Case, escrita per Bill Marks i Sean K. Robb, i protagonitzada per Jules Delmore, Raymond Carle, Jennifer Thom i Rob "El Fuego" Etcheverria com a lluitadors mexicans emmascarats (luchadores) que lluiten contra zombis.

## Trama
Els Luchadores Ulises i el Blue Saint descobreixen que en Tiki lluita amb zombis. Les seves preocupacions s'acaben quan Tiki revela que els zombis han estat domesticats. No obstant això, els zombis de Tiki aviat són culpables d'una onada d'atacs de zombis violents. Els luchadores investiguen els atacs i són conduïts al cau del Rei Zombi, que busca conquerir el món.

## Repartiment
- Jules Delmore com a Ulises
- Jennifer Thom com a Mercedes
- Raymond Carle com a Blue Saint
- Rob "El Fuego" Etcheverria com a Tiki
- Sean K. Robb com el senyor X
- Sinn Bodhi com el Rei Zombi
- Jason Winn Bareford com a Murdelizer
- Jim Neidhart com el xèrif Logan

## Producció
El rodatge va tenir lloc a Toronto durant un període de tres setmanes al desembre de 2002. Es van contractar lluitadors professionals per entrenar els actors, però no van tenir prou temps. En canvi, els lluitadors van ser incorporats com a actors i dobles. La pel·lícula es va reescriure després per mostrar les habilitats dels lluitadors. El rei zombi va ser originalment programat per ser interpretat per George A. Romero, però Romero va haver de retirar-se per problemes de salut. El lluitador Sinn Bodhi va substituir Romero. Rob "El Fuego" Etcheverria, que interpretava a Tiki, també va treballar com a coordinador d'acrobàcies. Per tal d'emular correctament les pel·lícules de lluita, la tripulació va afegir intencionadament errors de continuïtat i doblatge deficient. Tanmateix, la pel·lícula no pretenia ser una paròdia.

## Estrena
El 21 de novembre de 2003, la pel·lícula es va estrenar a Toronto, Ontario.

## Recepció
Meredith Renwick de Canoe.ca va anomenar la pel·lícula "una barreja de camp alt i de baix pressupost de lluitadors emmascarats, diàlegs, sang brollada i nuesa gratuïta" que és més divertida que uns pel·lícula d'alt concepte de pressupost més gran. Mike Adair d' Exclaim! va escriure que les escenes de lluita són sorprenentment senzilles, però les escenes d'acció són prou enèrgiques per compensar-ho. Adair també va declarar que la pel·lícula agradarà a qualsevol fan de les pel·lícules B. Jon Condit de Dread Central va puntuar la pel·lícula amb 2,5/5 estrelles i va qualificar la pel·lícula de "bogeria divertida", que només es recomana per als fans de pel·lícules de lluita. David Johnson de DVD Verdict va anomenar la pel·lícula "una divertida, sagnant i divertida jugada de zombis". Escrivint a The Zombie Movie Encyclopedia, Volume 2, l'acadèmic Peter Dendle va dir que la pel·lícula no és una obra mestra cinematogràfica, però encara i així és divertida.

## Premis
- Buenos Aires Rojo Sangre 2005: Premi al millor guió.[7]